# Radîvîliv
Radîvîliv (în ucraineană Радивилів) este orașul raional de reședință al raionului Radîvîliv din regiunea Rivne, Ucraina. În afara localității principale, nu cuprinde și alte sate.

## Demografie
Componența lingvistică a orașului Radîvîliv
     Ucraineană (98,5%)
     Rusă (1,32%)
     Alte limbi (0,15%)
Conform recensământului din 2001, majoritatea populației orașului Radîvîliv era vorbitoare de ucraineană (98,5%), existând în minoritate și vorbitori de rusă (1,32%).